# Coptodera mersingensis
Coptodera (Coptoderina) mersingensis – gatunek chrząszcza z rodziny biegaczowatych i podrodziny Lebiinae.

## Taksonomia
Gatunek opisany został w 2010 roku przez Ericha Kirschenhofera. Nazwa gatunkowa pochodzi od miejsca odłowienia holotypu. Holotypem i paratypem są dwie samice.

## Opis
Osiąga 8,7 do 9,7 mm długości i 3,9 do 4,1 mm szerokości ciała. Ciało w obrysie krótkie i owalne z charakterystycznym lakierowo-czarnym zabarwieniem górnej powierzchni i raczej krótkimi żuwaczkami. Pokrywy z dwiema dużymi, żółtawymi plamami każda, sięgającymi od międzyrzędu 2 do 8. Reszta ciała jednolicie czarna. Przedplecze prawie dwukrotnie szersze niż długie. Rowki pokryw tworzone przez rzędy drobnych punktów. Międzyrzędy płaskie, a trzeci z dwoma uszczecinionymi punktami.

## Występowanie
Gatunek ten jest endemitem Malezji.